# Marcgravia salicifolia
Marcgravia salicifolia är en tvåhjärtbladig växtart som beskrevs av Ernest Friedrich Gilg. Marcgravia salicifolia ingår i släktet Marcgravia och familjen Marcgraviaceae. Inga underarter finns listade i Catalogue of Life.